# Fábricas Agrupadas de Muñecas de Onil Sociedad Anónima
Fábricas Agrupadas de Muñecas de Onil Sociedad Anónima, plus connue sous son acronyme FAMOSA, est une société espagnole créée en 1957, spécialisée dans les jouets et les poupées. Historiquement située dans le village d'Onil (Province d'Alicante, dans la Communauté valencienne, en Espagne), elle est créée par le regroupement de 25 artisans-fabricants de jouets. Leader du jouet en Espagne, elle appartient depuis 2019 à Giochi Preziosi (es) et si son siège social est basé dans le quartier industriel Las Atalayas d'Alicante, toute sa production se fait en Chine.

## Histoire

### Création de Famosa
En février 1957, 25 artisans-fabricants d'Onil se regroupent pour former les Fábricas Agrupadas de Muñecas de Onil, S.A. alias Famosa avec comme président Ramon Sempere et comme premier directeur général Isidro Rico Juan, qui sera remplacé en 1978 par Jaime Ferri. Le marché du jouet accueille favorablement cette décision. Néanmoins, Famosa va rapidement connaître sa première crise lorsque quatre entreprises fondatrices décident de quitter le groupe, poussant beaucoup d'autres à les suivre. Toutes ces entreprises étant issus du même village, ces départs interviennent dans un contexte familial marqué par des liens émotionnels et des enjeux affectifs. Ce coup dur n'entraîne pas pour autant la disparition de Famosa, les cinq entreprises restantes décident de persévérer. 
Dans les années 1957-1958, Famosa lance quatre nouvelles poupées Güendolina, Pavlova, Pierina et Yamita. Créée par le sculpteur José Sebastian Claver, la poupée Güendolina de 74 cm s'inspire de l'actrice française Jacqueline Sassard et remporte immédiatement un grand succès. Au premier Noël de sa sortie, elle se vend à plus de 10 000 exemplaires et à 16 000 l'année suivante. Dépassée par ce succès, l'entreprise est confrontée à plusieurs ruptures de stock.